# Campeonato de Fútbol Femenino de Primera División C 2019-20 (Argentina)
El Campeonato de Fútbol Femenino de Primera División C 2019-20 es la primera temporada de la Primera División C, la nueva tercera categoría del fútbol femenino en Argentina. Está organizado por la Asociación del Fútbol Argentino. Comenzó el 14 de septiembre de 2019 y terminaría a mediados de 2020.
El torneo fue suspendido después de la disputa parcial de la decimoctava fecha, por las medidas gubernamentales para evitar la propagación del COVID-19.
Finalmente el campeonato se reanudó el 5 de diciembre de 2020 con un torneo reducido, en el cual los 6 (de 16 equipos) mejores clasificados en la tabla del torneo inicial lograron su pasaje a esta definición por las dos plazas de ascenso a la Primera División B del fútbol femenino.

## Equipos participantes
| Incorporados       |
| ------------------ |
| Argentino de Merlo |
| Cañuelas           |
| Chacarita Juniors  |
| Claypole           |
| Fénix              |
| Ituzaingó          |
| Nueva Chicago      |
| San Martín (B)     |
| San Miguel         |
| Sportivo Italiano  |
| Talleres (RdE)     |
| Tigre              |
| Vélez Sarsfield    |

| Invitados       |
| --------------- |
| Country Canning |
| Trocha          |
| Villas Unidas   |

## Sistema de disputa
Los 16 participantes se enfrentan en dos ruedas por el sistema de todos contra todos, de acuerdo con el programa aprobado por la Asociación del Fútbol Argentino. El equipo que al final del campeonato sume más puntos se consagrará campeón y ascenderá a la Primera División B junto con el equipo que finalice en segunda posición.

### Torneo reducido
El certamen se disputa por eliminación directa de partidos de ida y vuelta. De producirse empate, se procede a la definición por tiros desde el punto penal.
De esta forma, la etapa de cuartos estará compuesta por dos llaves de eliminación directa (esta ronda la disputaran los equipos de la 3ª a la 6ª posición), en donde el 1° y 2° equipo de la tabla tendrán que esperar los ganadores de esta ronda.
Se disputarán las semifinales con partidos de ida y vuelta, para luego jugar la final a partido único para definir al campeón de la división.
Ascenderán de categoría el campeón y el subcampeón del torneo.
1. ↑  El equipo en 6ª posición confirmó su deseo de mantenerse al margen de este retorno deportivo, por lo cual el siguiente en la tabla, el 7ª, lo reemplazará.

## Torneo Inicial

### Equipos participantes
| Equipo            | Ciudad               |
| ----------------- | -------------------- |
| Argentino         | Merlo                |
| Cañuelas          | Cañuelas             |
| Chacarita Juniors | Villa Maipú          |
| Claypole          | Claypole             |
| Country Canning   | Canning              |
| Fénix             | Buenos Aires         |
| Ituzaingó         | Ituzaingó            |
| Nueva Chicago     | Buenos Aires         |
| San Martín        | Burzaco              |
| San Miguel        | Los Polvorines       |
| Sportivo Italiano | Ciudad Evita         |
| Talleres          | Remedios de Escalada |
| Tigre             | Victoria             |
| Trocha            | Mercedes             |
| Vélez Sarsfield   | Buenos Aires         |
| Villas Unidas     | Buenos Aires         |

#### Distribución geográfica de los equipos
| Región                                   | Cant. | Equipos |
| ---------------------------------------- | ----- | --- |
| Conurbano bonaerense                     | 9     | Argentino (Merlo), Claypole, Country Canning, Ituzaingó, San Martín (Burzaco), San Miguel, Sportivo Italiano, Talleres (Remedios de Escalada) y Tigre |
| Ciudad de Buenos Aires                   | 4     | Chacarita Juniors, Nueva Chicago, Vélez Sarsfield y Villas Unidas                                                                                     |
| Interior de la provincia de Buenos Aires | 3     | Cañuelas, Fénix y Trocha |

## Tabla de posiciones
| Pos. | Equipo               | Pts. | PJ | PG | PE | PP | GF | GC | Dif. |
| ---- | -------------------- | ---- | -- | -- | -- | -- | -- | -- | ---- |
| 01.º | Tigre                | 53   | 19 | 17 | 2  | 0  | 66 | 7  | 59   |
| 02.º | Vélez Sarsfield      | 48   | 19 | 15 | 3  | 1  | 58 | 9  | 49   |
| 03.º | Argentino de Merlo   | 43   | 18 | 13 | 4  | 1  | 53 | 14 | 39   |
| 04.º | San Miguel           | 37   | 19 | 11 | 4  | 4  | 37 | 20 | 17   |
| 05.º | Ituzaingó            | 35   | 19 | 10 | 5  | 4  | 45 | 24 | 21   |
| 06.º | Cañuelas             | 34   | 19 | 11 | 1  | 7  | 36 | 21 | 15   |
| 07.º | Sportivo Italiano    | 28   | 19 | 8  | 4  | 7  | 32 | 28 | 4    |
| 08.º | Chacarita Juniors    | 26   | 19 | 7  | 5  | 7  | 30 | 29 | 1    |
| 09.º | Talleres (RdE)       | 25   | 18 | 8  | 1  | 9  | 32 | 50 | −18  |
| 10.º | Villas Unidas        | 24   | 19 | 7  | 3  | 9  | 40 | 40 | 0    |
| 11.º | Trocha               | 22   | 17 | 6  | 4  | 7  | 27 | 27 | 0    |
| 12.º | Nueva Chicago        | 19   | 18 | 5  | 4  | 9  | 19 | 36 | −17  |
| 13.º | San Martín (Burzaco) | 19   | 19 | 5  | 4  | 10 | 24 | 45 | −21  |
| 14.º | Claypole             | 16   | 19 | 5  | 1  | 13 | 24 | 66 | −42  |
| 15.º | Fénix                | 7    | 30 | 2  | 1  | 27 | 8  | 51 | −43  |
| 16.º | Country Canning      | 3    | 17 | 1  | 0  | 16 | 7  | 71 | −64  |

|  | El equipo que ocupe esta posición al final del torneo será campeón y ascenderá a la Primera División B. |
|  | El equipo que ocupe esta posición al final del torneo ascenderá a la Primera División B.                |

| 1. |

### Evolución de las posiciones

#### Primera rueda
| Equipo / Fecha       | 1    | 2    | 3    | 4    | 5    | 6    | 7    | 8    | 9    | 10   | 11   | 12   | 13   | 14   | 15   |
| -------------------- | ---- | ---- | ---- | ---- | ---- | ---- | ---- | ---- | ---- | ---- | ---- | ---- | ---- | ---- | ---- |
| Argentino (Merlo)    | 02.º | 01.º | 02.º | 03.º | 03.º | 03.º | 05.º | 04.º | 03.º | 03.º | 03.º | 03.º | 02.º | 03.º | 03.º |
| Cañuelas             | 05.º | 03.º | 06.º | 08.º | 08.º | 08.º | 08.º | 07.º | 08.º | 07.º | 07.º | 06.º | 06.º | 06.º | 06.º |
| Chacarita Juniors    | 10.º | 15.º | 14.º | 10.º | 09.º | 11.º | 14.º | 10.º | 09.º | 11.º | 12.º | 13.º | 09.º | 11.º | 09.º |
| Claypole             | 15.º | 14.º | 15.º | 15.º | 14.º | 13.º | 10.º | 12.º | 14.º | 12.º | 14.º | 14.º | 14.º | 14.º | 14.º |
| Country Canning      | 14.º | 16.º | 16.º | 16.º | 16.º | 16.º | 16.º | 16.º | 16.º | 16.º | 16.º | 16.º | 16.º | 16.º | 16.º |
| Fénix                | 04.º | 06.º | 09.º | 13.º | 13.º | 14.º | 13.º | 14.º | 15.º | 15.º | 15.º | 15.º | 15.º | 15.º | 15.º |
| Ituzaingó            | 13.º | 07.º | 05.º | 06.º | 04.º | 05.º | 06.º | 06.º | 05.º | 05.º | 05.º | 05.º | 05.º | 05.º | 05.º |
| Nueva Chicago        | 03.º | 08.º | 08.º | 07.º | 07.º | 07.º | 12.º | 11.º | 13.º | 13.º | 11.º | 11.º | 13.º | 13.º | 13.º |
| San Martín (Burzaco) | 08.º | 11.º | 12.º | 14.º | 15.º | 15.º | 11.º | 13.º | 11.º | 10.º | 10.º | 09.º | 11.º | 12.º | 12.º |
| San Miguel           | 05.º | 05.º | 04.º | 04.º | 05.º | 04.º | 03.º | 03.º | 04.º | 04.º | 04.º | 04.º | 04.º | 04.º | 04.º |
| Sportivo Italiano    | 10.º | 13.º | 10.º | 12.º | 11.º | 09.º | 07.º | 09.º | 10.º | 09.º | 09.º | 08.º | 10.º | 09.º | 07.º |
| Talleres (RdE)       | 16.º | 09.º | 07.º | 05.º | 06.º | 06.º | 04.º | 05.º | 07.º | 08.º | 08.º | 10.º | 08.º | 07.º | 10.º |
| Tigre                | 01.º | 02.º | 01.º | 01.º | 01.º | 01.º | 01.º | 01.º | 01.º | 01.º | 01.º | 01.º | 01.º | 01.º | 01.º |
| Trocha               | 10.º | 12.º | 13.º | 11.º | 12.º | 10.º | 09.º | 08.º | 06.º | 06.º | 06.º | 07.º | 07.º | 08.º | 08.º |
| Vélez Sarsfield      | 05.º | 03.º | 03.º | 02.º | 02.º | 02.º | 02.º | 02.º | 02.º | 02.º | 02.º | 02.º | 03.º | 02.º | 02.º |
| Villas Unidas        | 08.º | 10.º | 11.º | 09.º | 10.º | 12.º | 15.º | 15.º | 12.º | 14.º | 13.º | 12.º | 12.º | 10.º | 11.º |

| 1. 2. 3. 4. 5. |

#### Segunda rueda
| Equipo / Fecha       | 16   | 17   | 18   | 19 | 20 | 21 | 22 | 23 | 24 | 25 | 26 | 27 | 28 | 29 | 30 |
| -------------------- | ---- | ---- | ---- | -- | -- | -- | -- | -- | -- | -- | -- | -- | -- | -- | -- |
| Argentino (Merlo)    | 03.º | 03.º | 03.º |    |    |    |    |    |    |    |    |    |    |    |    |
| Cañuelas             | 06.º | 05.º | 06.º |    |    |    |    |    |    |    |    |    |    |    |    |
| Chacarita Juniors    | 08.º | 08.º |      |    |    |    |    |    |    |    |    |    |    |    |    |
| Claypole             | 14.º | 14.º | 14.º |    |    |    |    |    |    |    |    |    |    |    |    |
| Country Canning      | 16.º | 16.º | 16.º |    |    |    |    |    |    |    |    |    |    |    |    |
| Fénix                | 15.º | 15.º | 15.º |    |    |    |    |    |    |    |    |    |    |    |    |
| Ituzaingó            | 05.º | 06.º | 05.º |    |    |    |    |    |    |    |    |    |    |    |    |
| Nueva Chicago        | 13.º | 12.º | 12.º |    |    |    |    |    |    |    |    |    |    |    |    |
| San Martín (Burzaco) | 12.º | 13.º | 13.º |    |    |    |    |    |    |    |    |    |    |    |    |
| San Miguel           | 04.º | 04.º | 04.º |    |    |    |    |    |    |    |    |    |    |    |    |
| Sportivo Italiano    | 07.º | 07.º |      |    |    |    |    |    |    |    |    |    |    |    |    |
| Talleres (RdE)       | 11.º | 09.º |      |    |    |    |    |    |    |    |    |    |    |    |    |
| Tigre                | 01.º | 01.º | 01.º |    |    |    |    |    |    |    |    |    |    |    |    |
| Trocha               | 10.º | 11.º |      |    |    |    |    |    |    |    |    |    |    |    |    |
| Vélez Sarsfield      | 02.º | 02.º | 02.º |    |    |    |    |    |    |    |    |    |    |    |    |
| Villas Unidas        | 09.º | 10.º |      |    |    |    |    |    |    |    |    |    |    |    |    |

| 1. |

## Resultados

### Primera rueda
| Fecha 1              | Fecha 1   | Fecha 1           | Fecha 1                           | Fecha 1          | Fecha 1 |
| Local                | Resultado | Visitante         | Estadio                           | Fecha            | Hora    |
| -------------------- | --------- | ----------------- | --------------------------------- | ---------------- | ------- |
| Country Canning      | 0 - 2     | Fénix             | Centro Deportivo Canning          | 14 de septiembre | 11:00   |
| Sportivo Italiano    | 0 - 1     | San Miguel        | República de Italia               | 14 de septiembre | 14:00   |
| San Martín (Burzaco) | 2 - 2     | Villas Unidas     | Francisco Boga                    | 14 de septiembre | 15:00   |
| Chacarita Juniors    | 0 - 1     | Cañuelas          | Polideportivo Ernesto Duchini     | 14 de septiembre | 15:30   |
| Tigre                | 5 - 0     | Talleres (RdE)    | Monumental de Victoria            | 14 de septiembre | 15:30   |
| Claypole             | 0 - 3     | Argentino (Merlo) | Rodolfo Capocasa                  | 15 de septiembre | 15:00   |
| Nueva Chicago        | 3 - 1     | Ituzaingó         | República de Mataderos            | 15 de septiembre | 15:30   |
| Trocha               | 0 - 1     | Vélez Sarsfield   | Club Atlético Quilmes de Mercedes | 15 de septiembre | 15:30   |

| Fecha 2           | Fecha 2   | Fecha 2              | Fecha 2                     | Fecha 2          | Fecha 2 |
| Local             | Resultado | Visitante            | Estadio                     | Fecha            | Hora    |
| ----------------- | --------- | -------------------- | --------------------------- | ---------------- | ------- |
| Fénix             | 0 - 1     | Trocha               | Defensores de Moreno        | 21 de septiembre | 11:00   |
| Cañuelas          | 5 - 0     | San Martín (Burzaco) | Jorge Alfredo Arín          | 21 de septiembre | 12:00   |
| Vélez Sarsfield   | 5 - 0     | Nueva Chicago        | Villa Olímpica              | 21 de septiembre | 17:30   |
| Talleres (RdE)    | 3 - 2     | Claypole             | Talleres (RdE)              | 22 de septiembre | 11:00   |
| Argentino (Merlo) | 7 - 0     | Country Canning      | Merlo                       | 22 de septiembre | 14:00   |
| Tigre             | 2 - 0     | Sportivo Italiano    | Predio Luis Nito San Andrés | 22 de septiembre | 15:00   |
| Ituzaingó         | 3 - 0     | Chacarita Juniors    | Ciudad Deportiva            | 22 de septiembre | 15:30   |
| Villas Unidas     | 2 - 4     | San Miguel           | D10 Football Club           | 22 de septiembre | 16:00   |

| Fecha 3              | Fecha 3   | Fecha 3           | Fecha 3                           | Fecha 3          | Fecha 3 |
| Local                | Resultado | Visitante         | Estadio                           | Fecha            | Hora    |
| -------------------- | --------- | ----------------- | --------------------------------- | ---------------- | ------- |
| Country Canning      | 1 - 3     | Talleres (RdE)    | Centro Deportivo Canning          | 28 de septiembre | 11:00   |
| San Martín (Burzaco) | 0 - 5     | Ituzaingó         | Francisco Boga                    | 28 de septiembre | 12:00   |
| Sportivo Italiano    | 3 - 1     | Villas Unidas     | República de Italia               | 28 de septiembre | 14:00   |
| Nueva Chicago        | 1 - 0     | Fénix             | República de Mataderos            | 28 de septiembre | 15:30   |
| Claypole             | 1 - 8     | Tigre             | Rodolfo Capocasa                  | 28 de septiembre | 15:30   |
| San Miguel           | 1 - 0     | Cañuelas          | Auxiliar                          | 29 de septiembre | 15:30   |
| Chacarita Juniors    | 0 - 2     | Vélez Sarsfield   | Polideportivo Ernesto Duchini     | 29 de septiembre | 15:30   |
| Trocha               | 0 - 2     | Argentino (Merlo) | Club Atlético Quilmes de Mercedes | 29 de septiembre | 15:30   |

| Fecha 4           | Fecha 4   | Fecha 4              | Fecha 4                     | Fecha 4      | Fecha 4 |
| Local             | Resultado | Visitante            | Estadio                     | Fecha        | Hora    |
| ----------------- | --------- | -------------------- | --------------------------- | ------------ | ------- |
| Fénix             | 1 - 6     | Chacarita Juniors    | Defensores de Moreno        | 5 de octubre | 11:00   |
| Claypole          | 1 - 1     | Sportivo Italiano    | Auxiliar                    | 5 de octubre | 15:00   |
| Talleres (RdE)    | 3 - 2     | Trocha               | Auxiliar                    | 5 de octubre | 15:30   |
| Cañuelas          | 0 - 1     | Villas Unidas        | Jorge Alfredo Arín          | 5 de octubre | 15:30   |
| Vélez Sarsfield   | 3 - 0     | San Martín (Burzaco) | Villa Olímpica              | 5 de octubre | 17:30   |
| Argentino (Merlo) | 1 - 1     | Nueva Chicago        | Merlo                       | 6 de octubre | 15:00   |
| Tigre             | 10 - 0    | Country Canning      | Predio Luis Nito San Andrés | 6 de octubre | 15:30   |
| Ituzaingó         | 0 - 0     | San Miguel           | Ciudad Deportiva            | 6 de octubre | 15:30   |

| Fecha 5              | Fecha 5   | Fecha 5           | Fecha 5                           | Fecha 5       | Fecha 5 |
| Local                | Resultado | Visitante         | Estadio                           | Fecha         | Hora    |
| -------------------- | --------- | ----------------- | --------------------------------- | ------------- | ------- |
| Country Canning      | 0 - 3     | Claypole          | Centro Deportivo Canning          | 11 de octubre | 15:00   |
| San Miguel           | 0 - 1     | Vélez Sarsfield   | Auxiliar                          | 13 de octubre | 09:00   |
| Sportivo Italiano    | 0 - 3     | Cañuelas          | República de Italia               | 13 de octubre | 11:00   |
| San Martín (Burzaco) | 4 - 0     | Fénix             | Francisco Boga                    | 13 de octubre | 13:00   |
| Nueva Chicago        | 2 - 3     | Talleres (RdE)    | República de Mataderos            | 13 de octubre | 15:30   |
| Villas Unidas        | 3 - 4     | Ituzaingó         | D10 Football Club                 | 13 de octubre | 16:00   |
| Trocha               | 0 - 2     | Tigre             | Club Atlético Quilmes de Mercedes | 14 de octubre | 15:30   |
| Chacarita Juniors    | 2 - 2     | Argentino (Merlo) | Polideportivo Ernesto Duchini     | 14 de octubre | 16:00   |

| Fecha 6           | Fecha 6   | Fecha 6              | Fecha 6                     | Fecha 6       | Fecha 6 |
| Local             | Resultado | Visitante            | Estadio                     | Fecha         | Hora    |
| ----------------- | --------- | -------------------- | --------------------------- | ------------- | ------- |
| Fénix             | 0 - 6     | San Miguel           | Defensores de Moreno        | 19 de octubre | 11:00   |
| Country Canning   | 1 - 4     | Sportivo Italiano    | Centro Deportivo Canning    | 19 de octubre | 13:00   |
| Claypole          | 3 - 4     | Trocha               | Auxiliar                    | 19 de octubre | 15:30   |
| Talleres (RdE)    | 4 - 0     | Chacarita Juniors    | Auxiliar                    | 19 de octubre | 15:30   |
| Vélez Sarsfield   | 3 - 1     | Villas Unidas        | Villa Olímpica              | 19 de octubre | 17:00   |
| Ituzaingó         | 3 - 2     | Cañuelas             | Carlos Alberto Sacaan       | 20 de octubre | 11:00   |
| Tigre             | 7 - 1     | Nueva Chicago        | Predio Luis Nito San Andrés | 20 de octubre | 15:30   |
| Argentino (Merlo) | 3 - 0     | San Martín (Burzaco) | Merlo                       | 20 de octubre | 16:00   |

| Fecha 7              | Fecha 7   | Fecha 7           | Fecha 7                           | Fecha 7        | Fecha 7 |
| Local                | Resultado | Visitante         | Estadio                           | Fecha          | Hora    |
| -------------------- | --------- | ----------------- | --------------------------------- | -------------- | ------- |
| Cañuelas             | 1 - 2     | Vélez Sarsfield   | Jorge Alfredo Arín                | 2 de noviembre | 14:00   |
| Chacarita Juniors    | 1 - 3     | Tigre             | Polideportivo Ernesto Duchini     | 2 de noviembre | 15:00   |
| Nueva Chicago        | 2 - 3     | Claypole          | República de Mataderos            | 2 de noviembre | 15:00   |
| Villas Unidas        | 1 - 4     | Fénix             | D10 Football Club                 | 2 de noviembre | 16:00   |
| San Martín (Burzaco) | 4 - 1     | Talleres (RdE)    | Francisco Boga                    | 3 de noviembre | 12:30   |
| Sportivo Italiano    | 3 - 1     | Ituzaingó         | República de Italia               | 3 de noviembre | 15:30   |
| San Miguel           | 1 - 0     | Argentino (Merlo) | Auxiliar                          | 3 de noviembre | 15:30   |
| Trocha               | 6 - 0     | Country Canning   | Club Atlético Quilmes de Mercedes | 3 de noviembre | 17:00   |

| Fecha 8           | Fecha 8   | Fecha 8              | Fecha 8                           | Fecha 8         | Fecha 8 |
| Local             | Resultado | Visitante            | Estadio                           | Fecha           | Hora    |
| ----------------- | --------- | -------------------- | --------------------------------- | --------------- | ------- |
| Fénix             | 0 - 3     | Cañuelas             | Defensores de Moreno              | 9 de noviembre  | 11:00   |
| Country Canning   | 0 - 1     | Nueva Chicago        | Centro Deportivo Canning          | 9 de noviembre  | 11:00   |
| Claypole          | 1 - 5     | Chacarita Juniors    | Rodolfo Capocasa                  | 9 de noviembre  | 15:00   |
| Tigre             | 3 - 0     | San Martín (Burzaco) | Predio Luis Nito San Andrés       | 9 de noviembre  | 15:30   |
| Talleres (RdE)    | 1 - 2     | San Miguel           | Auxiliar                          | 9 de noviembre  | 15:30   |
| Vélez Sarsfield   | 0 - 0     | Ituzaingó            | Villa Olímpica                    | 9 de noviembre  | 17:30   |
| Argentino (Merlo) | 1 - 0     | Villas Unidas        | Merlo                             | 10 de noviembre | 16:00   |
| Trocha            | 3 - 0     | Sportivo Italiano    | Club Atlético Quilmes de Mercedes | 10 de noviembre | 17:00   |

| Fecha 9              | Fecha 9   | Fecha 9           | Fecha 9                       | Fecha 9         | Fecha 9 |
| Local                | Resultado | Visitante         | Estadio                       | Fecha           | Hora    |
| -------------------- | --------- | ----------------- | ----------------------------- | --------------- | ------- |
| San Martín (Burzaco) | 2 - 1     | Claypole          | Francisco Boga                | 16 de noviembre | 09:00   |
| Cañuelas             | 0 - 3     | Argentino (Merlo) | Auxiliar                      | 16 de noviembre | 17:00   |
| Chacarita Juniors    | 2 - 0     | Country Canning   | Polideportivo Ernesto Duchini | 16 de noviembre | 17:00   |
| Nueva Chicago        | 1 - 3     | Trocha            | República de Mataderos        | 16 de noviembre | 17:00   |
| Ituzaingó            | 2 - 0     | Fénix             | Ciudad Deportiva              | 17 de noviembre | 09:00   |
| Sportivo Italiano    | 1 - 4     | Vélez Sarsfield   | República de Italia           | 17 de noviembre | 17:00   |
| Villas Unidas        | 4 - 3     | Talleres (RdE)    | D10 Football Club             | 17 de noviembre | 17:00   |
| San Miguel           | 0 - 3     | Tigre             | Auxiliar                      | 17 de noviembre | 17:00   |

| Fecha 10          | Fecha 10  | Fecha 10             | Fecha 10                          | Fecha 10        | Fecha 10 |
| Local             | Resultado | Visitante            | Estadio                           | Fecha           | Hora     |
| ----------------- | --------- | -------------------- | --------------------------------- | --------------- | -------- |
| Talleres (RdE)    | 1 - 4     | Cañuelas             | Auxiliar                          | 23 de noviembre | 09:00    |
| Fénix             | 0 - 4     | Vélez Sarsfield      | Defensores de Moreno              | 23 de noviembre | 09:00    |
| Claypole          | 1 - 0     | San Miguel           | Rodolfo Capocasa                  | 23 de noviembre | 17:00    |
| Tigre             | 2 - 0     | Villas Unidas        | Predio Luis Nito San Andrés       | 23 de noviembre | 17:00    |
| Argentino (Merlo) | 4 - 2     | Ituzaingó            | Merlo                             | 23 de noviembre | 17:00    |
| Country Canning   | 1 - 4     | San Martín (Burzaco) | Centro Deportivo Canning          | 24 de noviembre | 09:00    |
| Nueva Chicago     | 0 - 3     | Sportivo Italiano    | República de Mataderos            | 24 de noviembre | 17:00    |
| Trocha            | 2 - 2     | Chacarita Juniors    | Club Atlético Quilmes de Mercedes | 24 de noviembre | 17:00    |

| Fecha 11             | Fecha 11  | Fecha 11          | Fecha 11                      | Fecha 11        | Fecha 11 |
| Local                | Resultado | Visitante         | Estadio                       | Fecha           | Hora     |
| -------------------- | --------- | ----------------- | ----------------------------- | --------------- | -------- |
| San Miguel           | 5 - 0     | Country Canning   | Malvinas Argentinas           | 30 de noviembre | 17:00    |
| Vélez Sarsfield      | 0 - 1     | Argentino (Merlo) | Villa Olímpica                | 30 de noviembre | 18:00    |
| Ituzaingó            | 6 - 0     | Talleres (RdE)    | Carlos Alberto Sacaan         | 1 de diciembre  | 09:00    |
| Sportivo Italiano    | 1 - 1     | Fénix             | República de Italia           | 1 de diciembre  | 17:00    |
| Cañuelas             | 0 - 3     | Tigre             | Auxiliar                      | 1 de diciembre  | 17:00    |
| Villas Unidas        | 6 - 1     | Claypole          | D10 Football Club             | 1 de diciembre  | 17:00    |
| San Martín (Burzaco) | 1 - 1     | Trocha            | Francisco Boga                | 1 de diciembre  | 17:00    |
| Chacarita Juniors    | 0 - 1     | Nueva Chicago     | Polideportivo Ernesto Duchini | 1 de diciembre  | 17:00    |

| Fecha 12          | Fecha 12  | Fecha 12             | Fecha 12                          | Fecha 12       | Fecha 12 |
| Local             | Resultado | Visitante            | Estadio                           | Fecha          | Hora     |
| ----------------- | --------- | -------------------- | --------------------------------- | -------------- | -------- |
| Nueva Chicago     | 0 - 0     | San Martín (Burzaco) | República de Mataderos            | 7 de diciembre | 09:00    |
| Trocha            | 0 - 3     | San Miguel           | Club Atlético Quilmes de Mercedes | 7 de diciembre | 09:00    |
| Talleres (RdE)    | 1 - 7     | Vélez Sarsfield      | Auxiliar                          | 7 de diciembre | 09:00    |
| Chacarita Juniors | 1 - 1     | Sportivo Italiano    | Chacarita Juniors                 | 7 de diciembre | 17:00    |
| Claypole          | 0 - 6     | Cañuelas             | Rodolfo Capocasa                  | 7 de diciembre | 17:00    |
| Tigre             | 5 - 2     | Ituzaingó            | Monumental de Victoria            | 7 de diciembre | 17:00    |
| Argentino (Merlo) | 4 - 0     | Fénix                | Merlo                             | 7 de diciembre | 17:00    |
| Country Canning   | 2 - 6     | Villas Unidas        | Centro Deportivo Canning          | 9 de diciembre | 20:00    |

| Fecha 13             | Fecha 13  | Fecha 13          | Fecha 13             | Fecha 13        | Fecha 13 |
| Local                | Resultado | Visitante         | Estadio              | Fecha           | Hora     |
| -------------------- | --------- | ----------------- | -------------------- | --------------- | -------- |
| Fénix                | 0 - 1     | Talleres (RdE)    | Defensores de Moreno | 14 de diciembre | 17:00    |
| Vélez Sarsfield      | 1 - 1     | Tigre             | Villa Olímpica       | 14 de diciembre | 18:00    |
| San Miguel           | 4 - 1     | Nueva Chicago     | Malvinas Argentinas  | 15 de diciembre | 09:00    |
| Sportivo Italiano    | 1 - 6     | Argentino (Merlo) | República de Italia  | 15 de diciembre | 17:00    |
| Ituzaingó            | 7 - 0     | Claypole          | Ciudad Deportiva     | 15 de diciembre | 17:00    |
| Cañuelas             | 2 - 1     | Country Canning   | Jorge Alfredo Arín   | 15 de diciembre | 17:00    |
| Villas Unidas        | 3 - 3     | Trocha            | D10 Football Club    | 15 de diciembre | 17:00    |
| San Martín (Burzaco) | 0 - 2     | Chacarita Juniors | Francisco Boga       | 15 de diciembre | 17:00    |

| Fecha 14             | Fecha 14  | Fecha 14          | Fecha 14                          | Fecha 14      | Fecha 14   |
| Local                | Resultado | Visitante         | Estadio                           | Fecha         | Hora       |
| -------------------- | --------- | ----------------- | --------------------------------- | ------------- | ---------- |
| Tigre                | 1 - 0     | Fénix             | No se jugó                        | No se jugó    | No se jugó |
| Nueva Chicago        | 0 - 1     | Villas Unidas     | Juan Antonio Arias                | 15 de febrero | 09:00      |
| Talleres (RdE)       | 4 - 4     | Argentino (Merlo) | Auxiliar                          | 15 de febrero | 09:00      |
| Country Canning      | 0 - 3     | Ituzaingó         | Jorge Alfredo Arín                | 15 de febrero | 09:00      |
| San Martín (Burzaco) | 0 - 6     | Sportivo Italiano | Francisco Boga                    | 16 de febrero | 09:00      |
| Chacarita Juniors    | 1 - 1     | San Miguel        | Polideportivo Ernesto Duchini     | 16 de febrero | 17:00      |
| Trocha               | 1 - 2     | Cañuelas          | Club Atlético Quilmes de Mercedes | 16 de febrero | 17:00      |
| Claypole             | 1 - 6     | Vélez Sarsfield   | Rodolfo Capocasa                  | 16 de febrero | 17:00      |

| Fecha 15          | Fecha 15  | Fecha 15             | Fecha 15              | Fecha 15      | Fecha 15   |
| Local             | Resultado | Visitante            | Estadio               | Fecha         | Hora       |
| ----------------- | --------- | -------------------- | --------------------- | ------------- | ---------- |
| Fénix             | 0 - 1     | Claypole             | No se jugó            | No se jugó    | No se jugó |
| San Miguel        | 3 - 3     | San Martín (Burzaco) | Malvinas Argentinas   | 22 de febrero | 09:00      |
| Argentino (Merlo) | 1 - 1     | Tigre                | Auxiliar              | 22 de febrero | 17:00      |
| Cañuelas          | 2 - 1     | Nueva Chicago        | Auxiliar              | 22 de febrero | 17:00      |
| Vélez Sarsfield   | 8 - 0     | Country Canning      | Villa Olímpica        | 22 de febrero | 18:00      |
| Sportivo Italiano | 2 - 0     | Talleres (RdE)       | República de Italia   | 23 de febrero | 17:00      |
| Ituzaingó         | 0 - 0     | Trocha               | Carlos Alberto Sacaan | 23 de febrero | 17:00      |
| Villas Unidas     | 0 - 2     | Chacarita Juniors    | D10 Football Club     | 23 de febrero | 17:00      |

| 1. 2. 3. 4. 5. 6. 7. 8. 9. 10. |

### Segunda rueda
| Fecha 16          | Fecha 16  | Fecha 16             | Fecha 16              | Fecha 16      | Fecha 16   |
| Local             | Resultado | Visitante            | Estadio               | Fecha         | Hora       |
| ----------------- | --------- | -------------------- | --------------------- | ------------- | ---------- |
| Fénix             | 0 - 1     | Country Canning      | No se jugó            | No se jugó    | No se jugó |
| Talleres (RdE)    | 0 - 3     | Tigre                | Auxiliar              | 29 de febrero | 09:00      |
| Cañuelas          | 1 - 3     | Chacarita Juniors    | Auxiliar              | 29 de febrero | 17:00      |
| Vélez Sarsfield   | 4 - 0     | Trocha               | Villa Olímpica        | 29 de febrero | 17:00      |
| San Miguel        | 1 - 4     | Sportivo Italiano    | Auxiliar              | 1 de marzo    | 09:00      |
| Ituzaingó         | 2 - 2     | Nueva Chicago        | Carlos Alberto Sacaan | 1 de marzo    | 09:00      |
| Villas Unidas     | 5 - 2     | San Martín (Burzaco) | D10 Football Club     | 1 de marzo    | 17:00      |
| Argentino (Merlo) | 5 - 2     | Claypole             | Auxiliar              | 1 de marzo    | 17:00      |

| Fecha 17             | Fecha 17  | Fecha 17          | Fecha 17                                     | Fecha 17   | Fecha 17   |
| Local                | Resultado | Visitante         | Estadio                                      | Fecha      | Hora       |
| -------------------- | --------- | ----------------- | -------------------------------------------- | ---------- | ---------- |
| Trocha               | 1 - 0     | Fénix             | No se jugó                                   | No se jugó | No se jugó |
| Country Canning      | 0 - 5     | Argentino (Merlo) | Auxiliar                                     | 7 de marzo | 09:00      |
| San Martín (Burzaco) | 0 - 2     | Cañuelas          | Francisco Boga                               | 7 de marzo | 09:00      |
| San Miguel           | 3 - 2     | Villas Unidas     | Auxiliar                                     | 7 de marzo | 17:00      |
| Claypole             | 2 - 3     | Talleres (RdE)    | Rodolfo Capocasa                             | 8 de marzo | 09:00      |
| Sportivo Italiano    | 0 - 1     | Tigre             | República de Italia                          | 8 de marzo | 17:00      |
| Nueva Chicago        | 1 - 1     | Vélez Sarsfield   | Auxiliar del Club Social y Deportivo Liniers | 8 de marzo | 17:00      |
| Chacarita Juniors    | 1 - 1     | Ituzaingó         | Polideportivo Ernesto Duchini                | 8 de marzo | 17:00      |

| Fecha 18          | Fecha 18  | Fecha 18             | Fecha 18                    | Fecha 18    | Fecha 18   |
| Local             | Resultado | Visitante            | Estadio                     | Fecha       | Hora       |
| ----------------- | --------- | -------------------- | --------------------------- | ----------- | ---------- |
| Fénix             | 0 - 1     | Nueva Chicago        | No se jugó                  | No se jugó  | No se jugó |
| Talleres (RdE)    | -         | Country Canning      | Auxiliar                    | 14 de marzo | 09:00      |
| Cañuelas          | 1 - 1     | San Miguel           | Auxiliar                    | 14 de marzo | 16:00      |
| Vélez Sarsfield   | 5 - 1     | Chacarita Juniors    | Villa Olímpica              | 14 de marzo | 18:00      |
| Argentino (Merlo) | -         | Trocha               | Predio Los Ladrilleros      | 15 de marzo | 16:00      |
| Ituzaingó         | 2 - 1     | San Martín (Burzaco) | Ciudad Deportiva            | 15 de marzo | 16:00      |
| Tigre             | 5 - 0     | Claypole             | Predio Luis Nito San Andrés | 15 de marzo | 16:00      |
| Villas Unidas     | 1 - 1     | Sportivo Italiano    | D10 Football Club           | 15 de marzo | 17:00      |

| Fecha 19             | Fecha 19  | Fecha 19          | Fecha 19   | Fecha 19   | Fecha 19   |
| Local                | Resultado | Visitante         | Estadio    | Fecha      | Hora       |
| -------------------- | --------- | ----------------- | ---------- | ---------- | ---------- |
| Chacarita Juniors    | 1 - 0     | Fénix             | No se jugó | No se jugó | No se jugó |
| Sportivo Italiano    | -         | Claypole          |            |            |            |
| Country Canning      | -         | Tigre             |            |            |            |
| Trocha               | -         | Talleres (RdE)    |            |            |            |
| Nueva Chicago        | -         | Argentino (Merlo) |            |            |            |
| San Martín (Burzaco) | -         | Vélez Sarsfield   |            |            |            |
| San Miguel           | -         | Ituzaingó         |            |            |            |
| Villas Unidas        | -         | Cañuelas          |            |            |            |

| Fecha 20          | Fecha 20  | Fecha 20             | Fecha 20   | Fecha 20   | Fecha 20   |
| Local             | Resultado | Visitante            | Estadio    | Fecha      | Hora       |
| ----------------- | --------- | -------------------- | ---------- | ---------- | ---------- |
| Fénix             | 0 - 1     | San Martín (Burzaco) | No se jugó | No se jugó | No se jugó |
| Cañuelas          | -         | Sportivo Italiano    |            |            |            |
| Ituzaingó         | -         | Villas Unidas        |            |            |            |
| Vélez Sarsfield   | -         | San Miguel           |            |            |            |
| Argentino (Merlo) | -         | Chacarita Juniors    |            |            |            |
| Talleres (RdE)    | -         | Nueva Chicago        |            |            |            |
| Tigre             | -         | Trocha               |            |            |            |
| Claypole          | -         | Country Canning      |            |            |            |

| Fecha 21             | Fecha 21  | Fecha 21          | Fecha 21   | Fecha 21   | Fecha 21   |
| Local                | Resultado | Visitante         | Estadio    | Fecha      | Hora       |
| -------------------- | --------- | ----------------- | ---------- | ---------- | ---------- |
| San Miguel           | 1 - 0     | Fénix             | No se jugó | No se jugó | No se jugó |
| Sportivo Italiano    | -         | Country Canning   |            |            |            |
| Trocha               | -         | Claypole          |            |            |            |
| Nueva Chicago        | -         | Tigre             |            |            |            |
| Chacarita Juniors    | -         | Talleres (RdE)    |            |            |            |
| San Martín (Burzaco) | -         | Argentino (Merlo) |            |            |            |
| Villas Unidas        | -         | Vélez Sarsfield   |            |            |            |
| Cañuelas             | -         | Ituzaingó         |            |            |            |

| Fecha 22          | Fecha 22  | Fecha 22             | Fecha 22   | Fecha 22   | Fecha 22   |
| Local             | Resultado | Visitante            | Estadio    | Fecha      | Hora       |
| ----------------- | --------- | -------------------- | ---------- | ---------- | ---------- |
| Fénix             | 0 - 1     | Villas Unidas        | No se jugó | No se jugó | No se jugó |
| Ituzaingó         | -         | Sportivo Italiano    |            |            |            |
| Vélez Sarsfield   | -         | Cañuelas             |            |            |            |
| Argentino (Merlo) | -         | San Miguel           |            |            |            |
| Talleres (RdE)    | -         | San Martín (Burzaco) |            |            |            |
| Tigre             | -         | Chacarita Juniors    |            |            |            |
| Claypole          | -         | Nueva Chicago        |            |            |            |
| Country Canning   | -         | Trocha               |            |            |            |

| Fecha 23             | Fecha 23  | Fecha 23          | Fecha 23   | Fecha 23   | Fecha 23   |
| Local                | Resultado | Visitante         | Estadio    | Fecha      | Hora       |
| -------------------- | --------- | ----------------- | ---------- | ---------- | ---------- |
| Cañuelas             | 1 - 0     | Fénix             | No se jugó | No se jugó | No se jugó |
| Sportivo Italiano    | -         | Trocha            |            |            |            |
| Nueva Chicago        | -         | Country Canning   |            |            |            |
| Chacarita Juniors    | -         | Claypole          |            |            |            |
| San Martín (Burzaco) | -         | Tigre             |            |            |            |
| San Miguel           | -         | Talleres (RdE)    |            |            |            |
| Villas Unidas        | -         | Argentino (Merlo) |            |            |            |
| Ituzaingó            | -         | Vélez Sarsfield   |            |            |            |

| Fecha 24          | Fecha 24  | Fecha 24             | Fecha 24   | Fecha 24   | Fecha 24   |
| Local             | Resultado | Visitante            | Estadio    | Fecha      | Hora       |
| ----------------- | --------- | -------------------- | ---------- | ---------- | ---------- |
| Fénix             | 0 - 1     | Ituzaingó            | No se jugó | No se jugó | No se jugó |
| Vélez Sarsfield   | -         | Sportivo Italiano    |            |            |            |
| Argentino (Merlo) | -         | Cañuelas             |            |            |            |
| Talleres (RdE)    | -         | Villas Unidas        |            |            |            |
| Tigre             | -         | San Miguel           |            |            |            |
| Claypole          | -         | San Martín (Burzaco) |            |            |            |
| Country Canning   | -         | Chacarita Juniors    |            |            |            |
| Trocha            | -         | Nueva Chicago        |            |            |            |

| Fecha 25             | Fecha 25  | Fecha 25          | Fecha 25   | Fecha 25   | Fecha 25   |
| Local                | Resultado | Visitante         | Estadio    | Fecha      | Hora       |
| -------------------- | --------- | ----------------- | ---------- | ---------- | ---------- |
| Vélez Sarsfield      | 1 - 0     | Fénix             | No se jugó | No se jugó | No se jugó |
| Sportivo Italiano    | -         | Nueva Chicago     |            |            |            |
| Chacarita Juniors    | -         | Trocha            |            |            |            |
| San Martín (Burzaco) | -         | Country Canning   |            |            |            |
| San Miguel           | -         | Claypole          |            |            |            |
| Villas Unidas        | -         | Tigre             |            |            |            |
| Cañuelas             | -         | Talleres (RdE)    |            |            |            |
| Ituzaingó            | -         | Argentino (Merlo) |            |            |            |

| Fecha 26          | Fecha 26  | Fecha 26             | Fecha 26   | Fecha 26   | Fecha 26   |
| Local             | Resultado | Visitante            | Estadio    | Fecha      | Hora       |
| ----------------- | --------- | -------------------- | ---------- | ---------- | ---------- |
| Fénix             | 0 - 1     | Sportivo Italiano    | No se jugó | No se jugó | No se jugó |
| Argentino (Merlo) | -         | Vélez Sarsfield      |            |            |            |
| Talleres (RdE)    | -         | Ituzaingó            |            |            |            |
| Tigre             | -         | Cañuelas             |            |            |            |
| Claypole          | -         | Villas Unidas        |            |            |            |
| Country Canning   | -         | San Miguel           |            |            |            |
| Trocha            | -         | San Martín (Burzaco) |            |            |            |
| Nueva Chicago     | -         | Chacarita Juniors    |            |            |            |

| Fecha 27             | Fecha 27  | Fecha 27          | Fecha 27   | Fecha 27   | Fecha 27   |
| Local                | Resultado | Visitante         | Estadio    | Fecha      | Hora       |
| -------------------- | --------- | ----------------- | ---------- | ---------- | ---------- |
| Fénix                | 0 - 1     | Argentino (Merlo) | No se jugó | No se jugó | No se jugó |
| Sportivo Italiano    | -         | Chacarita Juniors |            |            |            |
| San Martín (Burzaco) | -         | Nueva Chicago     |            |            |            |
| San Miguel           | -         | Trocha            |            |            |            |
| Villas Unidas        | -         | Country Canning   |            |            |            |
| Cañuelas             | -         | Claypole          |            |            |            |
| Ituzaingó            | -         | Tigre             |            |            |            |
| Vélez Sarsfield      | -         | Talleres (RdE)    |            |            |            |

| Fecha 28          | Fecha 28  | Fecha 28             | Fecha 28   | Fecha 28   | Fecha 28   |
| Local             | Resultado | Visitante            | Estadio    | Fecha      | Hora       |
| ----------------- | --------- | -------------------- | ---------- | ---------- | ---------- |
| Talleres (RdE)    | 1 - 0     | Fénix                | No se jugó | No se jugó | No se jugó |
| Argentino (Merlo) | -         | Sportivo Italiano    |            |            |            |
| Tigre             | -         | Vélez Sarsfield      |            |            |            |
| Claypole          | -         | Ituzaingó            |            |            |            |
| Country Canning   | -         | Cañuelas             |            |            |            |
| Trocha            | -         | Villas Unidas        |            |            |            |
| Nueva Chicago     | -         | San Miguel           |            |            |            |
| Chacarita Juniors | -         | San Martín (Burzaco) |            |            |            |

| Fecha 29          | Fecha 29  | Fecha 29             | Fecha 29   | Fecha 29   | Fecha 29   |
| Local             | Resultado | Visitante            | Estadio    | Fecha      | Hora       |
| ----------------- | --------- | -------------------- | ---------- | ---------- | ---------- |
| Fénix             | 0 - 1     | Tigre                | No se jugó | No se jugó | No se jugó |
| Sportivo Italiano | -         | San Martín (Burzaco) |            |            |            |
| San Miguel        | -         | Chacarita Juniors    |            |            |            |
| Villas Unidas     | -         | Nueva Chicago        |            |            |            |
| Cañuelas          | -         | Trocha               |            |            |            |
| Ituzaingó         | -         | Country Canning      |            |            |            |
| Vélez Sarsfield   | -         | Claypole             |            |            |            |
| Argentino (Merlo) | -         | Talleres (RdE)       |            |            |            |

| Fecha 30             | Fecha 30  | Fecha 30          | Fecha 30   | Fecha 30   | Fecha 30   |
| Local                | Resultado | Visitante         | Estadio    | Fecha      | Hora       |
| -------------------- | --------- | ----------------- | ---------- | ---------- | ---------- |
| Claypole             | 1 - 0     | Fénix             | No se jugó | No se jugó | No se jugó |
| Talleres (RdE)       | -         | Sportivo Italiano |            |            |            |
| Tigre                | -         | Argentino (Merlo) |            |            |            |
| Country Canning      | -         | Vélez Sarsfield   |            |            |            |
| Trocha               | -         | Ituzaingó         |            |            |            |
| Nueva Chicago        | -         | Cañuelas          |            |            |            |
| Chacarita Juniors    | -         | Villas Unidas     |            |            |            |
| San Martín (Burzaco) | -         | San Miguel        |            |            |            |

| 1. 2. 3. |

## Clasificación a la Copa Federal 2019-20
Los dos primeros equipos en la tabla de posiciones al finalizar la primera rueda (fecha 15) clasificaron a la Copa Federal 2019-20.
| Pos. | Equipo               | Pts. | PJ | PG | PE | PP | GF | GC | Dif. |
| ---- | -------------------- | ---- | -- | -- | -- | -- | -- | -- | ---- |
| 01.º | Tigre                | 41   | 15 | 13 | 2  | 0  | 56 | 7  | 49   |
| 02.º | Vélez Sarsfield      | 38   | 15 | 12 | 2  | 1  | 47 | 7  | 40   |
| 03.º | Argentino de Merlo   | 34   | 15 | 10 | 4  | 1  | 42 | 12 | 30   |
| 04.º | San Miguel           | 30   | 15 | 9  | 3  | 3  | 31 | 13 | 18   |
| 05.º | Ituzaingó            | 27   | 15 | 8  | 3  | 4  | 39 | 20 | 19   |
| 06.º | Cañuelas             | 27   | 15 | 9  | 0  | 6  | 31 | 17 | 14   |
| 07.º | Sportivo Italiano    | 21   | 15 | 6  | 3  | 6  | 26 | 25 | 1    |
| 08.º | Trocha               | 19   | 15 | 5  | 4  | 6  | 26 | 23 | 3    |
| 09.º | Chacarita Juniors    | 19   | 15 | 5  | 4  | 6  | 24 | 22 | 2    |
| 10.º | Talleres (RdE)       | 19   | 15 | 6  | 1  | 8  | 28 | 45 | −17  |
| 11.º | Villas Unidas        | 17   | 15 | 5  | 2  | 8  | 31 | 34 | −3   |
| 12.º | San Martín (Burzaco) | 16   | 15 | 4  | 4  | 7  | 20 | 36 | −16  |
| 13.º | Nueva Chicago        | 14   | 15 | 4  | 2  | 9  | 15 | 33 | −18  |
| 14.º | Claypole             | 13   | 15 | 4  | 1  | 10 | 19 | 53 | −34  |
| 15.º | Fénix                | 7    | 15 | 2  | 1  | 12 | 8  | 36 | −28  |
| 16.º | Country Canning      | 0    | 15 | 0  | 0  | 15 | 6  | 66 | −60  |

|  | Equipos clasificados a la Copa Federal 2019-20. |